# 2 محرم
- السبت
- الأحد
- الاثنين
- الثلاثاء
- الأربعاء
- الخميس
- الجمعة

- 306 يوليو 2024
- 17 يوليو 2024
- 28 يوليو 2024
- 39 يوليو 2024
- 410 يوليو 2024
- 511 يوليو 2024
- 612 يوليو 2024
- 713 يوليو 2024
- 814 يوليو 2024
- 915 يوليو 2024
- 1016 يوليو 2024
- 1117 يوليو 2024
- 1218 يوليو 2024
- 1319 يوليو 2024
- 1420 يوليو 2024
- 1521 يوليو 2024
- 1622 يوليو 2024
- 1723 يوليو 2024
- 1824 يوليو 2024
- 1925 يوليو 2024
- 2026 يوليو 2024
- 2127 يوليو 2024
- 2228 يوليو 2024
- 2329 يوليو 2024
- 2430 يوليو 2024
- 2531 يوليو 2024
- 261 أغسطس 2024
- 272 أغسطس 2024
- 283 أغسطس 2024
- 294 أغسطس 2024
- 15 أغسطس 2024
- 26 أغسطس 2024
- 37 أغسطس 2024
- 48 أغسطس 2024
- 59 أغسطس 2024

2 مُحرَّم أو 2 مُحرَّم الحرام أو يوم 2 \ 1 (اليوم الثاني من الشهر الأوَّل) هو ثاني أيَّام السنة وفق التقويم الهجري القمري (العربي). يبقى بعده 352 أو 353 يومًا لانتهاء السنة.

## أحداث
- 61 هـ - وصول الإمام الحسين إلى كربلاء.
- 99 هـ - حصار المسلمين بقيادة مسلمة بن عبد الملك للقسطنطينية في عهد الدولة الأموية.
- 1099 هـ - عزل السلطان العثماني محمد الرابع، وولاية أخيه السلطان سليمان خان الثاني نتيجة الهزائم المتتابعة التي لحقت بالدولة العثمانية في أواخر عهده، الأمر الذي أثار عليه الجيش الذي خلعه وولى أخاه.
- 1204 هـ - القائد العثماني «جنازة حسن باشا» يتعرض لهزيمة من الجيش الروسي والألماني في معركة بوزو. واستشهد 23 ألف جندي عثماني، وهو ما مهد الطريق لدخول الألمان لبوخارست التي كانت خاضعة للعثمانيين.
- 1256 هـ - أحمد باي بن مصطفى يؤسس مدرسة باردو الحربية كأول مدرسة عصرية في تونس لتخريج الضباط والفنيين لجيشه النظامي.
- 1318 هـ - السلطان العثماني عبد الحميد الثاني يصدر أمرًا بإنشاء سكة حديد الحجاز وذلك لخدمة الحجاج.
- 1327 هـ - وقوع زلزال كبير في إيران، بلغت قوته 7.3 ريختر وتسبب في مقتل 5500 شخص، ليعتبر أحد أخطر زلازل العالم.
- 1330 هـ - افتتاح المدرسة المباركية، وهي أول مدرسة نظامية في الكويت.
- 1331 هـ - تدشين سد أسوان في مصر.
- 1341 هـ - الفلسطينيون يرفضون الانتداب البريطاني على فلسطين وذلك في «مؤتمر نابلس».
- 1345 هـ - اليابان تنسحب من منظمة عصبة الأمم وهي المنظمة التي نشأت في أعقاب الحرب العالمية الأولى، وانهارت مع الحرب العالمية الثانية بعد فشلها في الحيلولة دون نشوب هذه الحرب. وقد وصل عدد أعضائها عام 1943 إلى 10 دول فقط بعد أن كان عام 1937 حوالي 58 دولة.
- 1349 هـ - صدور أول عدد من صحيفة المغرب من قبل عميد الصحافة الجزائرية أبو اليقظان إبراهيم، وهي إحدى الصحف الثمانية التي أصدرها وأوقفتها سلطة الاستعمار الفرنسي.
- 1357 هـ - اكتشاف النفط في السعودية.
- 1366 هـ - مجلة السعادة التي أصدرها الاحتلال الفرنسي في المغرب تحتفل بمرور 44 عاما على صدورها.
- 1377 هـ - تعيين الباهي الأدغم رئيسا للوزراء في تونس بعد تولي الحبيب بورقيبة رئاسة الدولة.
- 1380 هـ - استقلال الصومال الفرنسي (جيبوتي) عن إيطاليا.
- 1383 هـ - 30 دولة أفريقية تعلن تأسيس منظمة الوحدة الأفريقية في أديس أبابا.
- 1385 هـ - رائد الفضاء الأمريكي ريد وايت يقوم بأول مشي في الفضاء.
- 1390 هـ - رئيس حركة فتح ياسر عرفات يزور موسكو لأول مرة، وبدأ منذ هذه الزيارة الدعم السوفيتي لنضال هذه المنظمة التي بدأت يسارية.
- 1397 هـ - ليبيا ترعى اتفاقا بين الحكومة الفلبينية والمسلمين يقضي بإعطاء المسلمين استقلالا ذاتيا في جنوب الفلبين.
- 1411 هـ - القوات العراقية تحتشد على الحدود مع الكويت.
- 1413 هـ - تعيين علي كافي رئيسًا للجزائر وذلك بعد اغتيال محمد بوضياف.
- 1424 هـ - مقتل 17 إسرائيليًا في مدينة حيفا إثر عملية تفجيرية داخل باص نفذها فلسطيني ينتمي لحركة حماس.
- 1430 هـ - الملك عبد الله الثاني بن الحسين ملك الأردن يعين اللواء محمد الرقاد مديرًا للمخابرات العامة خلفًا للفريق محمد الذهبي.
- 1437 هـ - علماء آثار أمريكيون يعلنون اكتشافهم أطلال مدينة سدوم مدينة قوم لوط المذكورة في القرآن الكريم والكتاب المقدس بعد عشر سنوات من التنقيب.

## مواليد
- 687 هـ - أورخان غازي، السلطان العثماني الثاني.
- 1233 هـ - حسين علي بن عباس بزرك، الملقب بالبهاء، مؤسس فرقة البهائية.
- 1304 هـ - أحمد أمين، أديب مصري كبير.
- 1328 هـ - شوقي ضيف، أديب وعالم لغوي مصري.
- 1333 هـ – عبد الله العلايلي، أحد علماء الشام اللغويين.
- 1344 هـ - عايدة هلال، ممثلة لبنانية مصرية.
- 1346 هـ -
  - رفعت الجمّال، جاسوس مصري في إسرائيل اشتهر تحت اسم رأفت الهجان.
  - يوسف العاني، ممثل ومخرج عراقي.
- 1360 هـ - نادر جلال، مخرج مصري.
- 1366 هـ - سامية الجزائري، ممثلة سورية.
- 1381 هـ - هالة صدقي، ممثلة مصرية.
- 1386 هـ - رجاء بلمليح، مغنية مغربية.
- 1398 هـ - صفا تاج الدين، ممثلة مصرية.
- 1406 هـ - إمارات رزق، ممثلة سورية.
- 1409 هـ - شهد برمدا، مغنية سورية.

## وفيات
- 855 هـ - مراد الثاني، السلطان العثماني السادس.
- 1251 هـ - حسين نجف، فقيه وشاعر عراقي.
- 1305 هـ - أحمد فارس الشدياق، عالم عربي كبير وصاحب جريدة الجوائب.
- 1328 هـ - شوقي ضيف، رئيس مجمع اللغة العربية بالقاهرة، ورئيس اتحاد المجامع اللغوية العربية.
- 1370 هـ - محمد طاهر السماوي، فقيه ومؤرخ أدبي وشاعر عراقي.
- 1411 هـ -
  - نادية السبع، ممثلة مصرية.
  - نادرة، مغنية مصرية.
- 1418 هـ - راوية عطية، سياسية مصرية.
- 1421 هـ - الحبيب بورقيبة، رئيس تونس.
- 1440 هـ - رشيد طه، مغني جزائري.

## وصلات خارجية
- موقع قصة الإسلام: حدث في شهر محرم.